# ژوائو لئوناردو دی پائولا رجیناتو
ژوائو لئوناردو دی پائولا رجیناتو (به پرتغالی: João Leonardo de Paula Reginato) مدافع اهل برزیل است که در شهر کمپیناس-ایالت سائوپائولو و در تاریخ ۲۵ ژوئن ۱۹۸۵ به دنیا آمده‌است.
ژوائو لئوناردو دی پائولا رجیناتو در تیم‌های فوتبال Guarani سابقهٔ حضور دارد.